# Macrien
Ne doit pas être confondu avec Marcien.
Marcus Fulvius Macrianus, appelé Macrien, fut l'un des trente usurpateurs qui prirent la pourpre impériale à l'époque des empereurs Valérien et Gallien. La Vie de Macrien et de ses deux fils figure dans l'Histoire Auguste.

## Biographie
Selon l'Histoire Auguste, il s'était élevé par son mérite aux premiers rangs de l'armée, point que conteste l'historien André Chastagnol, préférant l'indication de Denys d'Alexandrie qui le présente comme infirme et responsable des comptes de l'empereur Valérien.
En 260, il est chargé par Valérien de l'administration de la Syrie et du ravitaillement de l'armée pendant l'expédition de cet empereur contre les Perses. À la nouvelle de la capture de Valérien par Chapour Ier (dans laquelle il aurait joué un rôle actif en trahissant son maître selon divers historiens), il s'entend avec le préfet du prétoire Balliste et fait proclamer empereurs ses deux fils Macrien le Jeune et Quiétus. Selon l'Histoire Auguste, il se proclame aussi Auguste.
Il confie l'Orient à Quiétus et passe avec Macrien le Jeune la mer Méditerranée pour affronter Gallien. En 261, tous deux sont battus et tués en Illyrie par Auréolus, général de Gallien.

## Monnayage
Selon le numismate Henry Cohen, les monnaies de Macrien père sont incertaines et contestées. Il ne publie qu'un unique exemplaire frappé à Alexandrie, tandis que les exemplaires de Macrien le Jeune sont plus nombreux, ce qui va dans le sens de Chastagnol qui doute que Macrien le père ait réellement porté lui-même le titre impérial.